# Onimusic
Onimusic é uma gravadora e distribuidora de música gospel brasileira fundada em 2004 pelo casal Nelson e Christie Tristão, na cidade de Nova Lima, no estado de Minas Gerais. O selo também detém uma editora musical chamada Adorando, que tem em seu acervo mais de 200 mil obras de autores brasileiros e licenciados do exterior, de acordo com uma pesquisa feita pela Associação Brasileira de Música Independente (ABMI), empresa que a Onimusic tambêm é associada.

## História

#### Anos 2000s
Em Setembro de 2004 foi fundada a Onimusic pelo casal Nelson e Christie Tristão, após um direcionamento dado por Deus no mesmo ano, para que os dois trabalhassem na área da música.. Nelson Tristão criou a empresa para atender uma demanda bem específica, com bandas e artistas que não queriam ter vínculos com uma gravadora. O ano era 2004 e o comum eram contratos com grandes gravadoras evangélicas como a MK Music e Line Records. Segundo o empresário, sua iniciativa ofereceu uma nova opção que até então não existia no setor cristão. Ele lembrou que iniciou primeiro o trabalho de distribuir os discos gravados em conferências como “Som da Chuva”, ministério que gravava em inglês e português, e “Fogo e Glória”, liderado pelo cantor David Quinlan. “Haviam as conferências, mas também tinha música e a gente gravava ao vivo as músicas. Trazíamos pessoas dos Estados Unidos. Depois, eu tinha que distribuir para as livrarias”, conta Nelson Tristão.. Apesar de inicialmente trabalhar apenas com serviços de distribuidora, após alguns anos, a Onimusic também se tornou uma gravadora.
A Onimusic ajudou a formar um núcleo e  impulsionar vários artistas da cena independente gospel do Sudeste como David Quinlan, Judson Oliveira, Ministério Asas da Adoração, Livres para Adorar e Fernandinho (Artista de maior sucesso comercial do selo).
No ano de 2006, a Onimusic fechou um acordo com a Sony DADC para fabricar os discos e atender a demanda crescente.
No dia 28 de maio de 2007 foi lançado o álbum Sede de Justiça de Fernandinho. No mês seguinte, a Onimusic recebeu um comunicado oficial da Sony DADC que o álbum havia alcançado a marca de Disco de Ouro pelas vendas superiores de 50.000 cópias. O álbum também foi considerado o líder de vendas em várias livrarias evangélicas do país, se tornando o primeiro êxito da gravadora. Em 2009, a Onimusic acabou ganhando mais destaque no mercado gospel com o álbum Uma Nova História sendo certificado Disco de Ouro em apenas 5 dias depois de seu lançamento, se tornando um recorde de vendas, alêm de várias músicas do álbum se tornarem populares nas radios cristã. O lançamento de Pra que Outros possam Viver também se tornou um sucesso moderado, ganhando disco de ouro e sucessos radiôfonicos com as músicas "Vai Valer a Pena" e "Tempos Melhores", destacando a banda Livres para Adorar, que na época foi considerada uma das bandas evangélicas de maior sucesso no cenário nacional.

#### Anos 2010s
No ano de 2010, a gravadora participou da Expo Cristã 2010 na cidade de São Paulo. Vários artistas da gravadora como Fernandinho, Nívea Soares, Ministério Clamor pelas Nações, Livres para Adorar, Asas da Adoração, lançaram seus novos projetos na feira. No mês de Agosto do mesmo ano, a Onimusic lançou um braço musical chamado Onimusic Internacional, que distribuiu álbuns do selo inglês Kingsway no Brasil.
Em 2011 foi lançado o álbum Mais um Dia do grupo Livres para Adorar, que fez sucesso nas radios e internet com as músicas “Quando o Mundo Cai ao Meu Redor”, “O Ladrão em Mim” e “Rei da Glória”, além de receber várias indicações ao Troféu Promessas.. O lançamento de Teus Sonhos de Fernandinho  vendeu 80 mil cópias em cerca de 20 dias, se tornando Disco de Platina e foi eleito em 11º lugar na categoria de "Os 15 melhores álbuns gospel do Brasil de 2012" pelo site Geração Jovem.
Em 2012, a gravadora lançou um sistema contra pirataria de discos chamado "Monitora".
No dia 29 de julho de 2013, a gravadora lançou um novo serviço chamado In The Beginning Music, que serviu como uma plataforma de apoio aos músicos cristãos e bandas iniciantes. No ano seguinte Fernandinho alcançou mais um feito ao ganhar mais um Disco de Ouro pelo álbum Fernandinho Acústico, que atingiu 50 mil cópias vendidas em dois dias de lançamento. Durante o período da década de 2010, a gravadora se fortaleceu mais ainda no mercado gospel com as contratações de Gabriela Rocha, Diante do Trono e Laura Souguellis. No evento exclusivo Deezer Gospel Day 2019, a Onimusic foi homenageada e o casal Nelson e Chriestie Tristão, fundadores e gestores da gravadora, estiveram no evento e falaram do privilégio de poder servir aos ministros que hoje são associados através da distribuição musical.
“Para mim e também para a Chris é uma alegria e uma honra poder servir a Deus e aos irmãos no segmento musical. Há muitos desafios a cada dia, mas seguimos com nosso olhar fixo em Jesus, e atentos ao que Ele nos conduz a fazer em benefício da música cristã e de todos os nossos associados.“ comenta Nelson.
Além da homenagem, a Onimusic foi reconhecida através dos prêmios recebidos por três de seus mais de 70 associados. Gabriela Rocha recebeu a placa comemorativa por ser uma das cantoras com mais fãs na plataforma da Deezer (com cerca de um milhão de fãs), 1º lugar com a música mais ouvida do ano (Lugar Secreto) e 2º lugar no "Top 5 de artistas cristãos mais ouvidos na plataforma". Já o cantor Fernandinho foi premiado pelo terceiro ano consecutivos com 1º lugar no "Top 5 dos artistas mais ouvidos" e também no 4º lugar de "música mais ouvida" com o single Galileu, que foi lançado em 2015 e ainda hoje figura entre as canções mais ouvidas do gênero gospel no Brasil. O cantor Isaías recebeu o prêmio de revelação 2019.

## Indicações
| Ano  | Prêmio             | Categoria                        | Ref    |
| ---- | ------------------ | -------------------------------- | ------ |
| 2015 | News Gospel Awards | Gravadora                        | [ 20 ] |
| 2016 | News Gospel Awards | Gravadora / Distribuidora do Ano | [ 21 ] |